# Xã Greenwood, Quận Franklin, Kansas
Xã Greenwood (tiếng Anh: Greenwood Township) là một xã thuộc quận Franklin, tiểu bang Kansas, Hoa Kỳ. Năm 2010, dân số của xã này là 459 người.